# Nebojša Gudelj
Nebojša Gudelj (in serbo Небојша Гудељ?; Trebigne, 23 settembre 1968) è un allenatore di calcio ed ex calciatore serbo con cittadinanza bosniaca, di ruolo difensore.
È il padre di Nemanja Gudelj, a sua volta calciatore.

## Palmarès

### Giocatore

#### Competizioni nazionali
- Campionato serbo-montenegrino: 2

Partizan: 1992-1993, 1993-1994
- Coppa di Serbia e Montenegro: 2

Partizan: 1991-1992, 1993-1994
- Eerste Divisie: 1

NAC Breda: 1999-2000